# Brescia (pokrajina)
Pokrajina Brescia (talijanski: Provincia di Brescia) je jedna od 110 talijanskih pokrajina, koja se nalazi u regiji Lombardija u Sjevernoj Italiji. 
Glavni i najveći grad pokrajine je Brescia od 189 902 stanovnika, udaljen 95 km istočno od Milana sjedišta regije. 

## Geografske karakteristike
Pokrajina Brescia prostire se istočno od talijanskih pokrajine Bergamo po dolini rijeke Po, na površini od - 4 783 km², do obronaka Alpa na sjeveru. 
U pokrajini živi 1 238 044 stanovnika (2011. godine).

## Vanjske poveznice
- Službene stranice pokrajine Brescia  Arhivirana inačica izvorne stranice od 26. ožujka 2015. (Wayback Machine) (tal.)